# 大谷武雄
大谷 武雄( おおたに たけお、1937年7月30日 - )は、日本の経営者。品川白煉瓦元社長。

## 経歴・人物
山口県出身である。1960年3月、山口大学文理学部卒業。同年、品川白煉瓦に入社。1999年6月28日、同社専務に就任し、2004年同社相談役となる。